# Therates major
Therates major (лат.) — вид жуков-скакунов рода Therates из семейства жужелицы (Carabidae).

## Распространение
Таиланд (Kanchanaburi).

## Описание
Длина около 9 мм. Тело с металлическим блеском. От близких видов отличается сочетанием макуляции надкрылий с короткой плечевой лункой, центральной точкой трапециевидной формы и вершиной надкрылий, которая имеет жёлтый цвет, ограниченный небольшой шовной областью. Голова блестящая зеленовато-чёрная. Мандибулы желтоватые, зубцы по краю буроватые. Верхняя губа одинаковой ширины и длины, желтоватая, с шестью вершинными зубцами и одним боковым зубцом. Губные и максиллярные щупики желтоватые. Наличник голый. Лоб гладкий. Переднеспинка блестящая зеленовато-чёрная, длиннее своей ширины, сужена спереди и сзади. Надкрылья блестящие чёрные с коричневато-жёлтыми отметинами. Брюшная сторона чёрная. Ноги желтоватые, задние голени и лапки несколько затемнены дистально.